# Liviu Borha
Liviu Borha (n. 3 noiembrie 1950, Tăgădău, Arad) este un politician român, vicepreședinte al Consiliului Județean Timiș din partea PNL. 
Liviu Borha a fost după Revoluția din decembrie 1989 primul primar ales al municipiului Timișoara, între 1990-1992.